# Crotalus
Pour les articles homonymes, voir Crotalus (homonymie).
Genre
Crotalus est un genre de serpents de la famille des Viperidae.

## Répartition
Les 41 espèces de ce genre se rencontrent en Amérique.

## Description
On le désigne souvent, dans le langage courant, comme « serpent à sonnette » en raison de son bruiteur aussi appelé cascabelle, assemblage de grandes écailles (anneaux) imparfaitement fixées présent chez toutes les espèces du genre Crotalus, excepté chez Crotalus catalinensis. Ces anneaux proviennent de l'épiderme de l'extrémité de la queue qui ne se détache pas à chaque mue et reste adhérent (la « sonnette » gagne un anneau à chaque mue), d'où le bruit de crécelle qui résulte du frottement de ces couches cornées. Ainsi, le crotale peut effrayer un intrus en agitant sa queue. Il ne peut entendre lui-même le son qu'il produit : comme tous les serpents, il est sourd,. Il est considéré comme l'un des serpents les plus dangereux du monde.
C'est en « copiant » les couleurs des fleurs, des feuilles ou des fruits que les petits crotales d'Amérique centrale se dissimulent à leurs proies comme à leurs ennemis. Ceci est le résultat d’une longue évolution qui s’est faite en faveur des serpents les mieux à même de se camoufler afin de chasser et d’échapper à leurs prédateurs.

## Venins

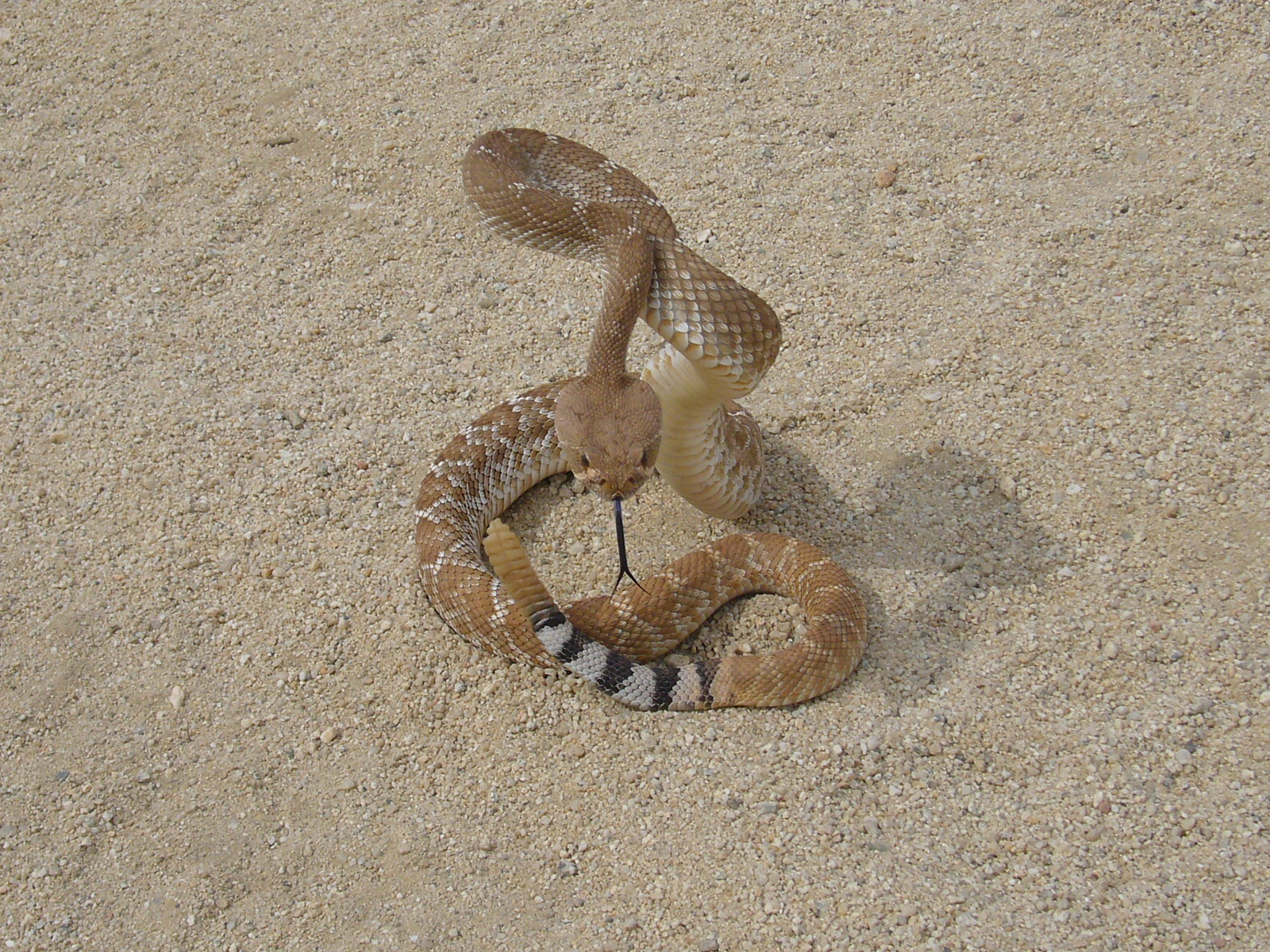
Position d'attaque de Crotalus ruber.

Comme tous les Viperidae, le venin des serpents à sonnettes est essentiellement hémotoxique, c'est-à-dire qu’il détruit surtout les cellules du sang et des tissus alentour, ce qui le différencie des neurotoxines propres aux cobras. Les hémotoxiques produisent surtout une destruction des tissus organiques, des hémorragies internes et des enflures ; l'injection s'accompagne de douleurs plus fortes que celles de la plupart des neurotoxines, mais ce venin tue plus lentement. Certaines espèces de serpents à sonnettes, telles le crotale du Mojave (C. scutulatus), sécrètent un venin composé à la fois d'hémotoxines et de neurotoxines. Chez les vipères, la composition du venin dépend des espèces, et sert même à identifier précisément les liens de parenté entre ces espèces.
On ne connaît pas encore avec précision la composition du venin des serpents à sonnettes, car elle varie d'une espèce à l'autre, et si les espèces les plus courantes des États-Unis ont été bien étudiées, il n'en va pas de même des multiples espèces du Mexique. La plupart des venins contiennent des enzymes comme les protéases et les phospholipases. Lorsque les protéines primaires se dissolvent et se fragmentent, les phospholipides se décomposent en acide gras et composés lipophiles. Les protéases se comportent comme des hémorragiques très spécifiques, affectant la structure des parois cellulaires des globules rouges, qu'elles détruisent. Il s'ensuit une hémorragie des tissus, amplifiée par les enzymes hémostatiques du sang comme la thrombine, et par l'altération du fibrinogène sanguin qui retarde ou empêche la coagulation. La combinaison de ces deux toxines produit une nécrose des tissus : des poisons particuliers comme les myotoxines et les crotamines (propres au venin des crotales) s'attaquent aux tissus musculaires. Les venins neurotoxiques contiennent surtout un complexe à base de phospholipase A2 et une protéine acide inhibitrice : ainsi chez le Crotale cascabelle, le complexe est la « crotoxine », la protéine la « cropotine. » Cette crotoxine agit d'abord sur la membrane des plaques motrices d'une synapse et les détruit après décomposition de la cropotine. La destruction des synapses entraîne une paralysie, car il n'y a plus libération de neurotransmetteurs.
La quantité de venin injectée par la morsure d'un serpent à sonnettes varie de 50 mg (de masse sèche) pour les plus petits sujets, à plus de 400 mg pour les espèces de taille moyenne et plus de 1 000 mg pour les plus grandes espèces, comme le Crotale diamantin ou le crotale du Texas. La DL50 pour une souris de laboratoire est d'environ 3 à 5 mg/kg. Les espèces de serpent de taille moyenne possèdent dans leurs glandes parotides suffisamment de venin pour tuer entre 3000 et 5000 souris. Ces chiffres dépendent bien sûr de la composition du venin : la teneur en hémotoxiques du venin du crotale de Mojave présente une DL50 d'environ 3 mg/kg pour une souris, ce qui correspond à la moyenne des autres serpents à sonnettes, mais la concentration du neurotoxique donne une DL50 de seulement 0,24 mg/kg. Ainsi l'injection de 70 mg de ce venin suffit pour tuer 7 500 souris, ce qui fait de cette espèce la plus venimeuse d’Amérique du Nord. Le venin du Crotale cascabelle d’Amérique latine est analogue à celui du crotale de Mojave, mais chaque morsure libère en moyenne 100 mg de venin.

## Liste des espèces
Selon The Reptile Database (17 août 2015) :
- Crotalus adamanteus Palisot de Beauvois, 1799 - Crotale diamantin
- Crotalus angelensis Klauber, 1963
- Crotalus aquilus Klauber, 1952
- Crotalus armstrongi Campbell, 1979
- Crotalus atrox Baird & Girard, 1853 - Crotale du Texas
- Crotalus basiliscus (Cope, 1864)
- Crotalus campbelli Bryson Jr, Linkem, Dorcas, Lathrop, Jones, Alvarado-Díaz,, Grünwald & Murphy, 2014
- Crotalus catalinensis Cliff, 1954
- Crotalus cerastes Hallowell, 1854 - Crotale cornu ou Crotale des sables
- Crotalus cerberus (Coues, 1875)
- Crotalus culminatus Klauber, 1952
- Crotalus durissus Linnaeus, 1758 - Crotale cascabelle ou Crotale des tropiques
- Crotalus enyo (Cope, 1861)
- Crotalus ericsmithi Campbell & Flores-Villela, 2008
- Crotalus horridus Linnaeus, 1758 - Crotale des bois
- Crotalus intermedius Troschel, 1865
- Crotalus lannomi Tanner, 1966
- Crotalus lepidus (Kennicott, 1861) - Crotale des rochers
- Crotalus mitchellii (Cope, 1861)
- Crotalus molossus Baird & Girard, 1853
- Crotalus oreganus Holbrook, 1840
- Crotalus ornatus Hallowell, 1854
- Crotalus polystictus (Cope, 1865)
- Crotalus pricei Van Denburgh, 1895
- Crotalus pusillus Klauber, 1952
- Crotalus pyrrhus (Cope, 1866)
- Crotalus ravus Cope, 1865
- Crotalus ruber Cope, 1892
- Crotalus scutulatus (Kennicott, 1861) - Crotale du Mojave
- Crotalus simus Latreille, 1801
- Crotalus stejnegeri Dunn, 1919
- Crotalus stephensi Klauber, 1930
- Crotalus tancitarensis Alvarado-Díaz & Campbell, 2004
- Crotalus tigris Kennicott, 1859 - Crotale tigré
- Crotalus tlaloci Bryson, Linkem, Dorcas, Lathrop, Jones, Alvarado-Díaz,, Grünwald & Murphy, 2014
- Crotalus totonacus Gloyd & Kauffeld, 1940
- Crotalus transversus Taylor, 1944
- Crotalus triseriatus (Wagler, 1830)
- Crotalus tzabcan Klauber, 1952
- Crotalus viridis Rafinesque, 1818 - Crotale des prairies
- Crotalus willardi Meek, 1905

## Crotaluset l'être humain

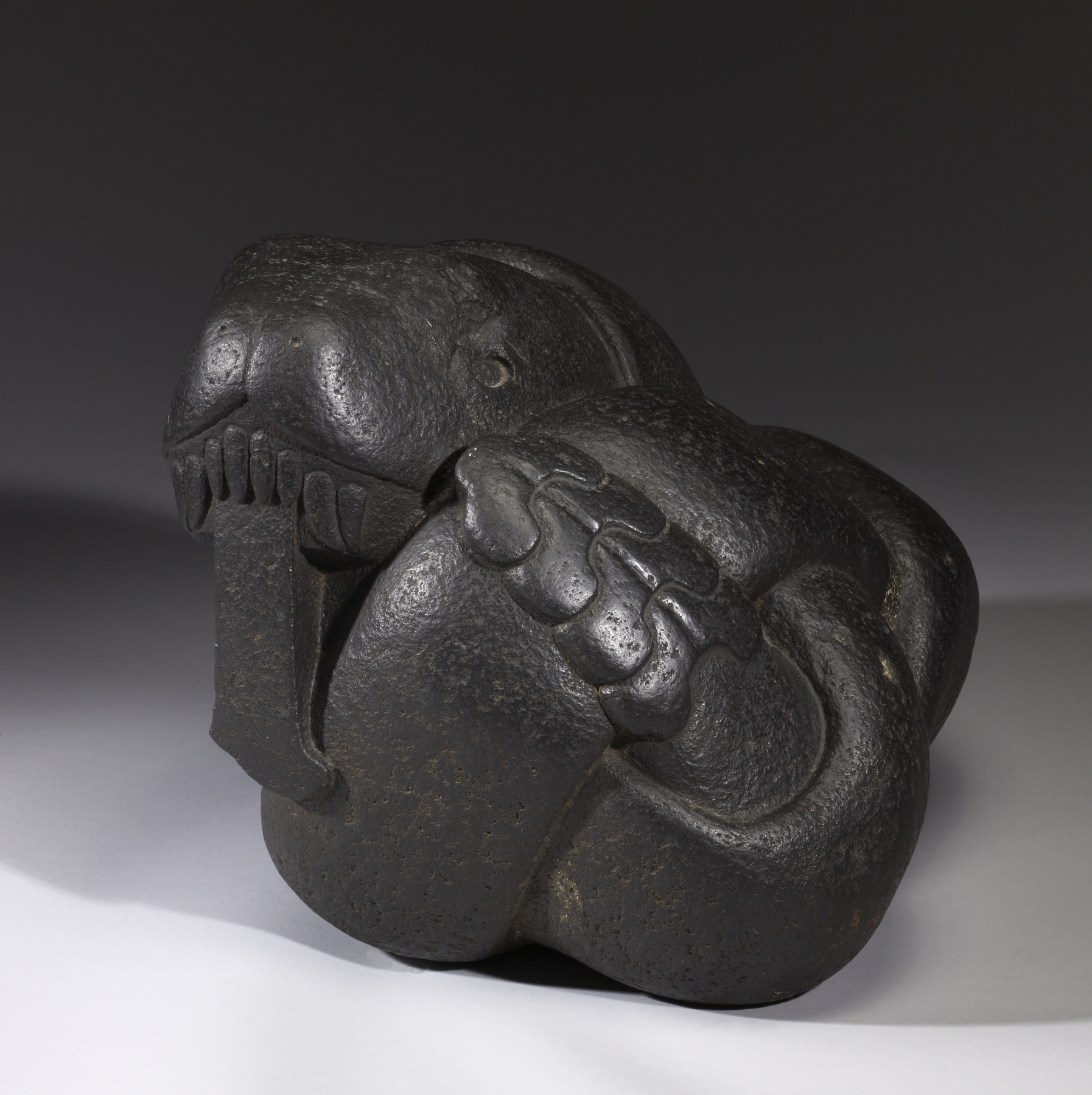
Crotalus représentation aztèque.

C'est un serpent de ce genre qui est représenté sur le Gadsden flag.

## Publication originale
- Linnaeus, 1758 : Systema naturae per regna tria naturae, secundum classes, ordines, genera, species, cum characteribus, differentiis, synonymis, locis, ed. 10 (texte intégral).